# CFFR
CFFR est une station de radio canadienne à Calgary, dans la province de l'Alberta, apaprtenant à Rogers Sports & Media et diffusant sur la bande AM à la fréquence 660 kHz.
Elle commence à diffuser le 10 janvier 1984. Le 3 avril 2006, elle lance un format tout info intitulé 660 News. Ce changement a également eu lieu pour d'autres stations du groupe Rogers, comme CFTR/680 News à Toronto, CKWX/News 1130 à Vancouver, et d'autres dans quatre autres villes.
Auparavant elle avait un format oldie (musique des années 1950 à 1970). CFR signifiait initialement « Calgary Family Radio », puis plus tard « Calgary Flames Radio », bien que la couverture des parties de hockey était réalisée par sa station sœur CFAC.
Au moment du changement de format, CFFR avait une audience réduite (1 % d'écoute), contrastant avec celle de Country 105, la radio la plus écoutée de Calgary, avec une audience de 13,2 %.